# 疊氮苯
叠氮苯是一种有机化合物，其分子式为C6H5N3 。它是典型的有机叠氮化物之一。它在常溫常壓下是一种淡黄色油状液体，有刺激性气味。该结构由与苯基结合的线性叠氮化物取代基组成。 C-N=N 鍵角约为 120°。

## 製備
苯基叠氮化物是由苯肼与亚硝酸重氮化制备而成的 : 
{\displaystyle {\ce {C6H5NHNH2 + HNO2 -> C6H5N3 + 2 H2O}}}
带有吸电子取代基的芳基碘化物在亞銅離子、抗坏血酸钠和N,N'-二甲基乙烷-1,2-二胺(DMEDA) 存在下与叠氮化钠发生复分解反應： 
{\displaystyle {\ce {RC6H4I + NaN3 -> RC6H4N3 + NaI}}}
疊氮苯也可由苯重氮盐与甲苯磺酰胺缩合，然后水解制得。

## 化学反应
叠氮苯环會加成烯烃，而疊氮苯和带有负电取代基的炔烃反應性更好。在点击化学的一个经典例子中，苯基叠氮化物和苯乙炔反应生成二苯基三唑。
苯基叠氮化物与三苯基膦反应可生成施陶丁格试剂三苯基膦苯基酰亚胺 (C6H5NP(C6H5)3)。
热解疊氮苯會导致氮氣的损失，从而产生高活性的苯基氮宾C6H5N。 

## 安全
与许多其他叠氮化物一样，疊氮苯存在爆炸风险， 有機合成期刊(Organic Syntheses)因此建议在纯化和处理过程中使用防护爆炸屏蔽。而蒸馏疊氮苯是危险的。 疊氮苯在浴温設定为70–75℃下，在溫度為66℃–68℃且外部壓強為21毫米汞柱下會沸騰。故建议使用環境壓強5毫米汞柱或更低的近真空狀態下使用疊氮苯才能避免反覆操作下產生爆炸，而疊氮苯絕不可以加熱到80℃以上。 疊氮苯纯物质可以在黑暗、寒冷的环境中貯存，但即使如此貯存，疊氮苯的保存期限也只有几周。